# Чидаоба
Чидаоба (груз. ჭიდაობა — борьба) или Картули чидаоба (с груз. — «грузинская борьба») — грузинское национальное единоборство, борьба в одежде.

## История

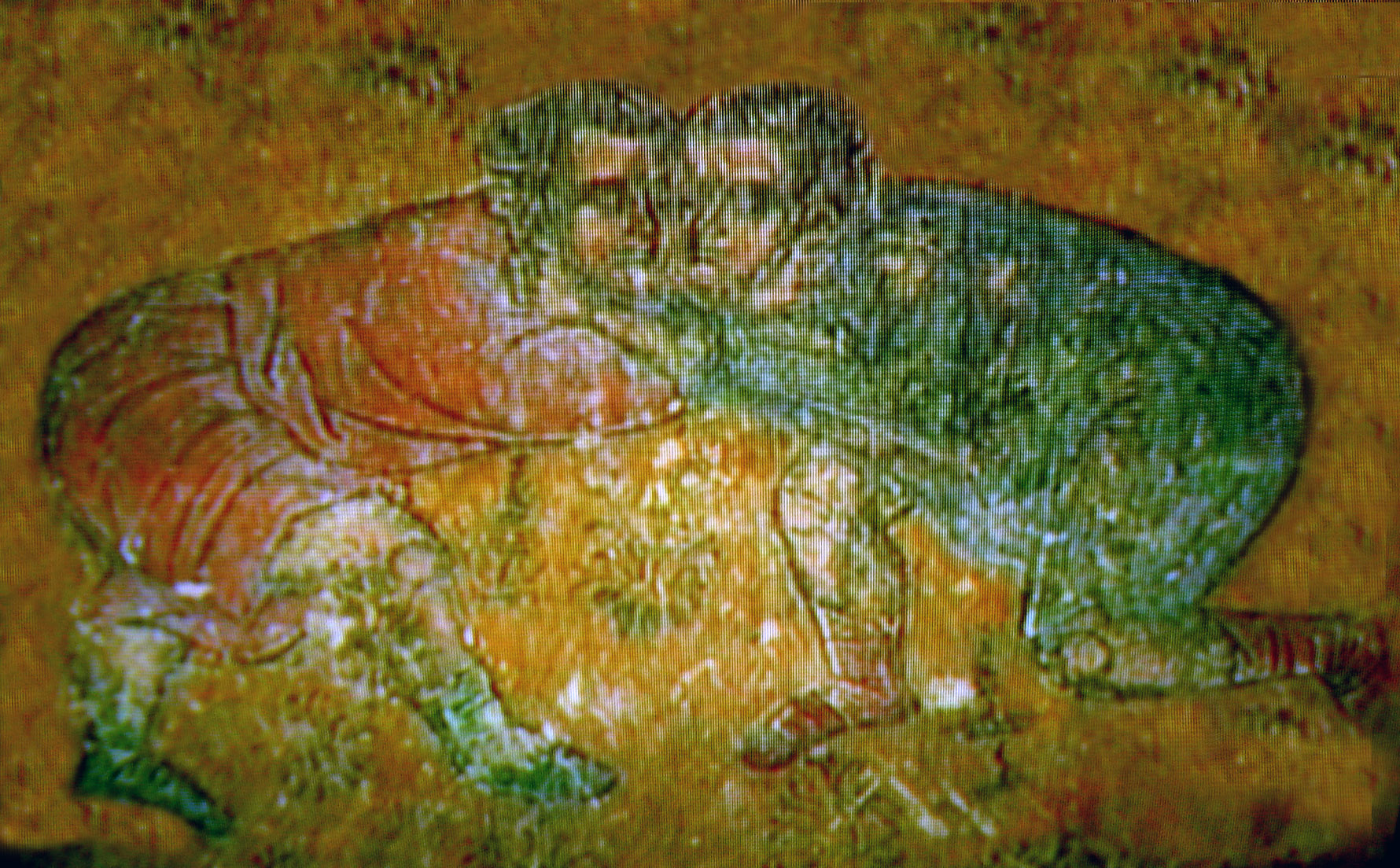
Древнее изображение борцов

Согласно легендам, как и у многих других народов, чидаоба возникла из мифической схватки прародителя народа с диким зверем. Интересно то, что Сулхан-Саба Орбелиани в своём толковом словаре грузинского языка (конец XVII века — начало XVIII века) указывает, что слово чидеба или чидаоба означает «схватка человека со зверем или зверя со зверем». Вместе с тем, борьба двух мужчин именовалась словом ркена. В русском языке с конца XIX века и до 40-х годов XX века эта борьба называлась «кавказской борьбой на чохах» или «грузинской борьбой».
Как и любая другая национальная борьба, чидаоба имеет древнюю историю и установить, когда установились правила борьбы вряд ли представляется возможным, но считается, что чидаоба с древних времён сохранилась в первозданном виде. Описание чидаоба имеется в сочинениях Шота Руставели, встречается в работах этнографа Е. Покровского (1887 год). В прошлом борьба входила в обязательный комплекс подготовки воинов-аристократов.
Вариант чидаобы, ставший основным, был преимущественно распространён среди крестьян Восточной и Южной Грузии. Именно он с конца XIX века — начала XX века получил повсеместное распространение в Грузии и стал известен за пределами страны.
В конце XIX века — начала XX века в Грузии сложилась каста борцов-профессионалов, в основном выходцев из Имеретии и Мегрелии, которые своими выступлениями, имевшими большую популярность, зарабатывали себе на жизнь.
Соревнования по борьбе часто были приурочены к праздникам: Дню Святого Георгия, Мцхетоба и тому подобных. Часто организаторами соревнований выступали христианские священники. Интересно то, что когда однажды в истории Грузии были запрещены физические упражнения и какие-либо праздники, чидаоба это не коснулось.

## Правила
Чидаоба является разновидностью борьбы в одежде. Борцы (мочидаве) одеты в сшитые из крепкого материала (парусины, в древности кожи) куртки (чоха) с засученными рукавами или совсем без рукавов и шаровары (ныне трусы). Полы куртки сворачивают на спину и поверх них повязывают пояс. Обувь правилами не регламентировалась; некоторые борцы боролись в чустах, домашней грузинской обуви, многие борцы предпочитали бороться босыми. Схватка проводится на специальной площадке сачидао. Перед схваткой борцы танцуют на площадке народный танец картули или специальный танец палавнури. Схватка проводится под музыкальный аккомпанемент зурны или дудуков и барабанов доли
Правилами разрешаются любые захваты выше пояса; ниже пояса захваты запрещены. В чидаоба разрешены приёмы с применением ног: подсечки, подножки, зацепы, обвивы, подбивы и тому подобное. Для оценки проведённых приёмов существует система баллов. Для чистой победы необходимо провести бросок, при котором соперник упадёт на спину. При этом в некоторых регионах было достаточно любого касания спиной площадки, в других же требовалась фиксация противника на лопатках. В горных районах существовало правило, по которому проигравшим считался борец, первый коснувшийся площадки коленом, таким образом из арсенала исключались броски, проводимые с колен. Схватка длится в течение пяти минут или до чистой победы. Борьбы в партере в чидаоба нет.
В начале схватки борцы не торопятся вступать в захват, оценивая соперника. После этого следует обычно короткая борьба за захват, после чего схватка развивается в очень быстром темпе. Чаще всего борцы пытаются применить самые разнообразные приёмы ногами, получившие очень широкое распространение в чидаоба, на которые следует ответ в виде контрприёмов в виде бросков через грудь, подсадов, и тех же ответных бросков с помощью ног.
Арсен Мекокишвили, олимпийский чемпион 1952 года в вольной борьбе, сам выходец из чидаоба, отозвался о борьбе так:
«Чидаоба — не просто борьба. Она — борьба-танец, борьба-песня, борьба-жизнь. Да, да, сама природа подсказывает мочидаве приемы. Как ветвь винограда обвивается вокруг ствола, так и чидаобист проходит свои броски с обвивом ноги соперника: стремительно прогнувшись, бросает его через себя, показывает веселому солнцу пятки атакованного». 
Существует вариант борьбы чидаоба мош да мош, в котором запрещены броски с помощью ног

## Чидаоба и современная борьба
Многие приёмы из грузинской борьбы в стойке заимствованы в самбо. Чидаоба изучали как Василий Ощепков, так и Анатолий Харлампиев. Техника чидаоба обогатила и технику советской школы вольной борьбы. Наставник олимпийских чемпионов Ивана Ярыгина, Бувайсара Сайтиева и других известных мастеров вольной борьбы Дмитрий Миндиашвили владел секретами чидаобы, и передал их своим ученикам. Шота Чочишвили, олимпийский чемпион по дзюдо говорил, что «борец, хорошо владеющий грузинской борьбой чидаоба, уже на девяносто процентов дзюдоист». На олимпийских играх 1976 года другой советский борец Рамаз Харшиладзе победил в полуфинале британского борца Дэвида Старсбрука, используя оригинальную подсечку из чидаоба. Интерес к чидаоба после успехов грузинских дзюдоистов возрос настолько, что в 1980-х годах в Токио четырёхкратный чемпион мира по дзюдо Сёдзо Фудзи создал ассоциацию грузинской борьбы чидаоба.
Из грузинской борьбы вышли многие известные советские борцы: А. Мекокишвили, Д. Цимакуридзе, М. Цалкаламанидзе (олимпийские чемпионы по вольной борьбе), Ш. Чочишвили, олимпийский чемпион по дзюдо, А. Кикнадзе, П. Чиквиладзе, Р. Харшиладзе, призёры олимпийских игр по дзюдо.
Существуют Грузинская федерация чидаобы, Федерация грузинской борьбы чидаоба города Москвы.